# アンヌ・ド・ラヴァル (1505-1554)
アンヌ・ド・ラヴァル（Anne de Laval, 1505年9月23日 ヴィトレ - 1554年 クラン）は、ヴァロワ朝時代フランスの貴族女性。

## 人物
ラヴァル伯ギー16世とナポリ王フェデリーコ1世の長女シャルロット・ダラゴンの間の娘。父からラズ男爵領を相続した。1521年1月23日トゥアール子爵フランソワ・ド・ラ・トレモイユと結婚。この結婚により、ラ・トレモイユ家にはナポリ王国の王位請求権が生じた。夫との間に8人の子をもうけた。
- ルイ3世（1521年 - 1577年） - トゥアール公爵、ターラント公
- フランソワ（1555年没） - ベノン伯、モンタギュー男爵、 アンドレ・ド・フォワ（英語版）の寡婦フランソワーズ・デュ・ブーシェと結婚
- シャルル（1551年没） - モレオン男爵及びマラン男爵、サン＝ラン・ド・トゥアール（フランス語版）修道院長及びノートルダム・ド・シャンボン（フランス語版）修道院長
- ジョルジュ（1584年没） - ロワイヤン及びオロンヌ男爵、パンティエーヴル公爵の妹マドレーヌ・ド・リュクサンブールと結婚
- クロード（1556年没） - ノワールムティエ男爵、アントワネット・ド・マイエと結婚
- ルイーズ（1569年没） - ロシュフォール女男爵、フィリップ・ド・レヴィ＝ミルポワと結婚
- ジャクリーヌ（1599年没） - マラン、サント＝エルミーヌ、ブランドワ及びブレム＝シュル＝メール女男爵、サンセール伯爵ルイ4世・ド・ビュエイユ（英語版）と結婚
- シャルロット - 修道女

## 引用・脚注
1. 1 2 3  "Kingdom of Naples". Encyclopædia Britannica Eleventh Edition. 1911.
2. ↑  Spanheim, Ézéchiel (1973). Emile Bourgeois. ed (French). Relation de la Cour de France. le Temps retrouvé. Paris: Mercure de France. pp. 121, 344–345
3. ↑  Père Anselme (1967) [1728]. “Des Pairs de France - Thouars: Généalogie de la Maison de La Tremoille” (French). Histoire Genealogique et Chronologique de la Maison Royale de France, des Pairs, Grands Officiers de la Couronne. Paris: Compagnie des Libraires. pp. 169, 174, 176